# آلکن

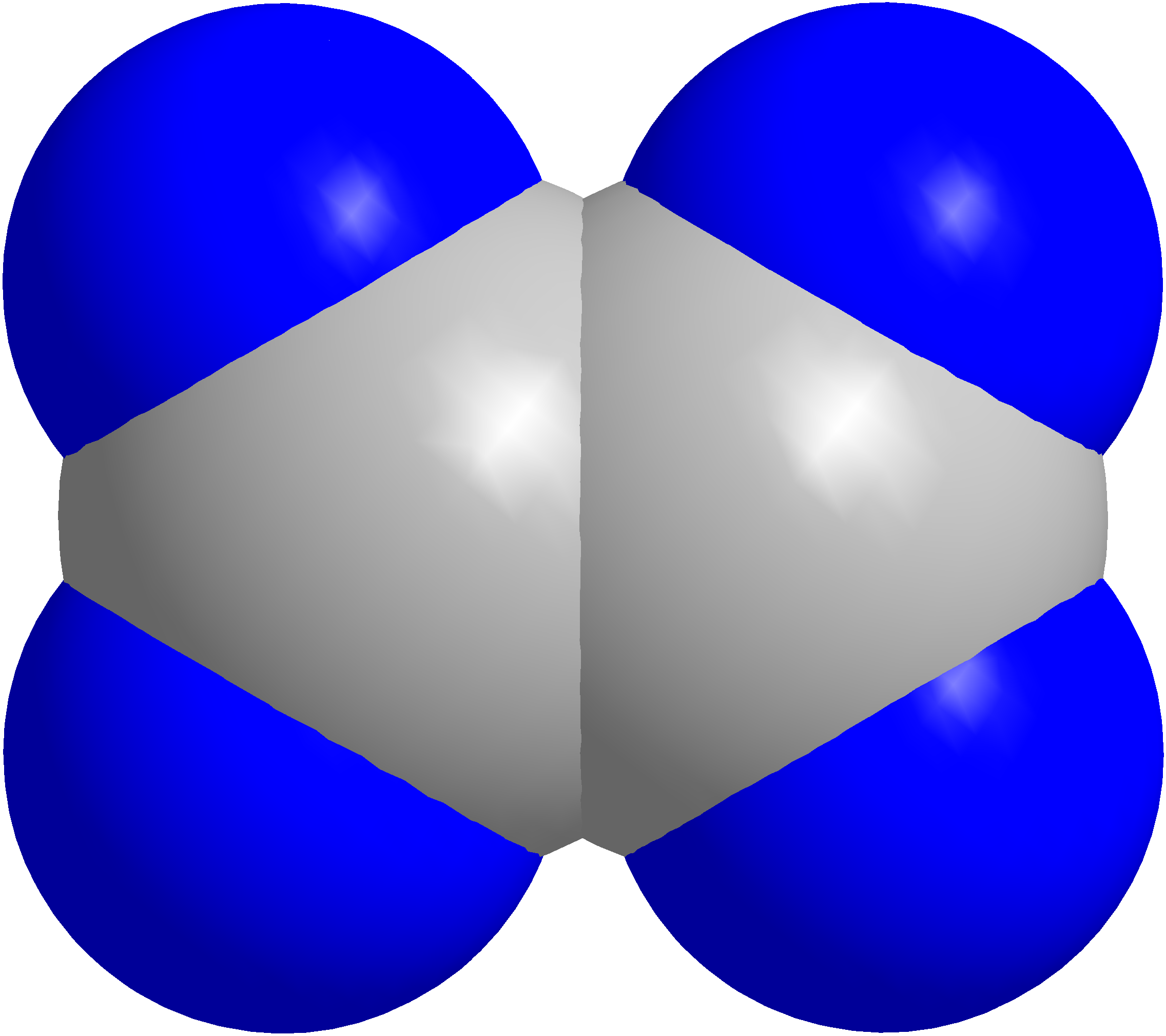
یک مدل سه‌بعدی اتیلن، ساده‌ترین آلکن

آلکن‌ها (به انگلیسی: Alkene) یا الفین‌ها (به انگلیسی: Olefin) هیدروکربن‌هایی هستند که یک پیوند دوگانه کربن – کربن (C=C) دارند و فرمول کلی آن‌ها به صورت CnH2n می‌باشد. آلکن‌ها سیر نشده هستند، یعنی می‌توانند هیدروژن بگیرند و سیر شوند. آلکن‌ها نقش مهمی از نظر بیولوژیکی ایفا می‌کنند، به‌عنوان مثال اتیلن هورمون گیاهان بوده که از اسید آمینه متیونین(methionine) ایجاد شده و باعث رسیدن میوه‌ها، بازشدن شکوفه‌ها و گل‌ها و همچنین ریزش برگ‌ها در پاییز می‌شود و به‌دلیل این خاصیت در کشاورزی مورد استفاده قرار می‌گیرد. برای جلوگیری از خراب شدن میوه‌هایی مانند سیب، گلابی و موز، در حمل و نقل یا انبار، آن‌ها را کمی نارس می‌چینند و قبل از وارد کردن به بازار، تحت تأثیر اتیلن قرار می‌دهند تا رسیده شود. دیگر ترکیب طبیعی جالبی که در دسته آلکن‌ها جای دارد، [null 3-متیل-۱٬۳-بوتادی‌اِن] یا به اصطلاح ایزوپرن است. ترپن‌ها (که از ۱ یک چند واحد ایزوپرن تشکیل شده‌اند) به‌صورت مواد بو و طعم دهنده (عصاره نعناع و اُکالیپتوس)، عطرها (رُز، سنبل) و حلال (تورپنتین) به‌کار گرفته می‌شوند.

## ساختار شیمیایی آلکن‌ها
اتن (اتیلن) کوچک‌ترین عضو خانوده آلکن‌ها و به فرمول C2H4 می‌باشد که دو اتم هیدروژن کمتر از آلکان هم‌کربن (اتان) دارد و بین دو اتم کربن پیوند دوگانه وجود دارد. به‌دلیل وجود این پیوند دوگانه، اتیلن ایزومر صورت‌بندی ندارد، یعنی دو نیمه مولکول نمی‌توانند با چرخش حول پیوند دوگانه، صورت‌بندی خود را تغییر دهند. هرگاه ما چهار اتم هیدروژن و دو اتم کربن sp2 را کنار هم مرتب کنیم، شکلی ایجاد می‌شود که در آن هر اتم کربن در سه پیوند سیگما (σ) شرکت دارد. برای رسیدن کربن به حالت اکتت، لازم است سومین اوربیتال2p اتم‌های کربن همپوشانی کرده، پیوند جدیدی ایجاد کنند. این پیوند از نظر شکل و انرژی، با پیوند σ متفاوت و به پیوند πموسوم است. اتن‌ها گازهای بیرنگی هستند.

## نامگذاری
مانند سایر ترکیب‌های آلی برخی آلکن‌ها هنوز با نام‌های متداولشان شناخته می‌شوند (اتیلن به جای اتن). در نام‌گذاری متداول به‌جای پسوند آن،ane آلکان‌ها از پسوند اِن،ene استفاده می‌شود. این روش نام‌گذاری بیشتر برای مولکول‌های ساده و کوچک به‌کار می‌رود. سیستم پیچیده‌تری در مورد تعمیم قوانین نام‌گذاری برای مولکول‌های پیچیده‌تر آلکن مورد نیاز است.
برای نام‌گذاری از طریق آیوپاک قواعد زیر بایستی رعایت شوند:
1. بلندترین زنجیر پیوسته را که حاوی پیوند دوگانه کربن-کربن (گروه عاملی) است را به‌عنوان ساختار اصلی انتخاب کرده و به‌جای پسوند آن،ane در آلکان‌ها، پسوند اِن،ene را قرار می‌دهیم.
2. موقعیت پیوند دوگانه را در زنجیر اصلی با شماره‌گذاری طوری مشخص می‌کنیم که کوچک‌ترین عدد به پیوند دوگانه تعلق گیرد.
3. موقعیت گروه‌های آلکیل متصل به زنجیر اصلی را با شماره مشخص می‌کنیم.
4. موقعیت پیوند دوگانه با شماره مشخص می‌شود. درصورتی که بیش از یک پیوند دوگانه وجود داشته باشد از پیشوند دی، تری، تترا و غیره استفاده می‌شود.

۵. حلقه‌های حاوی پیوند دوگانه به‌صورت سیکلوآلکن نام‌گذاری می‌شوند. شماره‌گذاری باید به‌گونه‌ای انجام شود که پیوند دوگانه کربن-کربن بین کربن۱ و کربن۲ قرار گیرد و استخلاف کوچک‌ترین شماره را داشته باشد.
1. درصورتی‌که آلکن به‌صورت استخلاف باشد، به‌صورت آلکنیل نام‌گذاری می‌شود.
2. دیگر قواعد نام‌گذاری مشابه آلکان‌ها می‌باشد.

## ایزومری هندسی در آلکن‌ها
هیدروکربن‌های اشباع به‌علت دارا بودن پیوندهای یگانه کربن- کربن، در اطراف این پیوندها دارای آزادی چرخش هستند؛ بنابراین آلکان‌ها می‌توانند ایزومرهای کانفورماسیونی مختلفی داشته باشند، اما چرخش کامل حول C=C امکان‌پذیر نیست مگر با شکسته شدن پیوند بین دو اتم کربن که این امر باعث پیدایش ایزومرهای هندسی در آلکن‌ها شده است زیرا. در نتیجه آزادی چرخش حول پیوند C=C وجود ندارد (این وضعیت مشابه نام‌گذاری در سیکلوآلکان‌های دو استخلافی است) که این ایزومرهای هندسی را ایزومرهای سیس و ترانس گویند. اگر دو گروه متصل به کربن‌های حامل پیوند دوگانه در یک طرف این پیوند قرار گیرند آن را ایزومر سیس و اگر در طرفین (در دو طرف) پیوند دوگانه قرار گیرند آن را ایزومر ترانس گویند. ایزومرهای سیس و ترانس فقط در مورد ترکیب‌های دو استخلافی به‌کار می‌رود.
اگر سه یا چند استخلاف به پیوند دوگانه کربن-کربن متصل باشد نمی‌توان از سیس و ترانس استفاده کرد، بنابراین روش متفاوتی برای نام‌گذاری این دسته از ترکیب‌ها توسط آیوپاک ارائه شده است. برای این نوع ترکیب‌ها نام‌گذاری Z و E مورد استفاده قرار می‌گیرد. در نام‌گذاری به این طریق از یک سری قواعد یا قرارداد استفاده می‌شود و حق تقدم گروه‌های متصل به کربن‌های حامل پیوند دوگانه مشخص می‌گردد. بر طبق قرارداد اگر گروه‌های با حق تقدم بالاتر در یک طرف پیوند دوگانه قرار داشته باشند آن را ایزومر Z (از کلمه آلمانیZusammen به‌معنای با همدیگر) و در صورتی که گروه‌های با حق تقدم بالا در دو طرف پیوند دوگانه قرار بگیرند آن را ایزومر E (از کلمه آلمانیEntegegen به‌معنای مخالف) می‌نامند. شکل ۶–۵ نام‌گذاری Z و E را نشان می‌دهد. برای تعیین حق تقدم قواعد زیر مورد استفاده قرار می‌گیرند.

## خواص فیزیکی آلکن‌ها
بسیاری از خواص فیزیکی آلکن‌ها مشابه خواص فیزیکی آلکان‌ها می‌باشد. آلکن‌ها در حلال‌های غیرقطبی مانند اتر، کلروفرم و دی‌کلرومتان محلول ولی در آب نامحلول می‌باشند و سبک‌تر از آب هستند. نقطه جوش آلکن‌ها بسیار نزدیک به آلکان‌هاست و با افزایش تعداد کربن افزایش می‌یابد. به‌جز آلکن‌های کوچک، نقطه‌جوش آلکن‌ها به‌ازای افزایش یک اتم کربن بین ۲۰ تا ۳۰ درجه سانتی‌گراد افزایش می‌یابد.
همانند آلکان‌ها، شاخه‌دار شدن آلکن‌ها موجب کاهش نقطه‌جوش می‌شود. آلکن‌های تا پنج اتم کربن در دمای محیط به‌صورت گاز هستند و با افزایش وزن مولکولی مایع می‌شوند. آلکن‌ها اندکی قطبی‌تر از آلکان‌ها هستند. این تغییر قطبیت به‌علت تغییر هیبریداسیون است. آلکن‌ها قطبیت کمی دارند. چون الکترون‌های پیوند π انعطاف‌پذیری بیشتری دارند، گشتاور دوقطبی آلکن‌ها بزرگ‌تر از آلکان‌هاست. این قطبیت به آرایش هندسی آن‌ها مربوط می‌شود. همچنین ایزومرهای هندسی سیس از ترانس قطبی‌ترند، به‌همین علت نقطه‌جوش ایزومرهای سیس از ترانس بیشتر است، اما به‌علت تقارن کمتر ایزومرهای سیس به‌خوبی در شبکه بلور جای نمی‌گیرند و معمولاً دمای ذوب پایین‌تری دارند.

## پایداری آلکن‌ها
الگوهای مختلفی برای جایگزینی یک استخلاف به جای هیدروژن‌های اتیلنی در یک پیوند دوگانه وجود دارد. این الگوها به تعداد استخلاف‌ها و مواضع آن‌ها بستگی دارد. هرکدام از حالت‌های به‌وجود آمده، به دلیل آرایش فضایی، دارای سطح انرژی و پایداری متفاوتی خواهند بود. در واقع آلکن‌ها براساس محل پیوند دوگانه، نوع و تعداد استخلاف‌ها پایداری متفاوتی از خود نشان می‌دهند. هنگامی‌که آلکن و گاز هیدروژن در حضور یک کاتالیزور (Pd , Pt) مخلوط شوند، دو اتم هیدروژن به پیوند دوگانه افزوده شده یک آلکان اشباع تولید می‌شود. گرمای این واکنش یا گرمای هیدروژن‌دار شدن را می‌توان به‌طور دقیق اندازه‌گیری کرد. گرمای هیدروژن‌دار شدن (مقدار گرمای آزاد شده هنگام هیدروژن‌دار کردن یک ترکیب) اغلب اطلاعات خوبی دربارهٔ پایداری نسبی ترکیب‌های سیرنشده به‌دست می‌دهد و می‌توان از آن به‌عنوان معیاری برای تعیین میزان پایداری یک آلکن استفاده کرد. نتایج حاصل از آزمایش‌ها نشان می‌دهد که گرمای هیدروژن‌دار شدن ایزومرها یکسان نیستند که این موضوع بیان‌کننده تفاوت در پایداری آن‌ها است. در واقع پایداری نسبی آلکن‌ها با افزایش تعداد استخلاف‌های اطراف پیوند دوگانه افزایش می‌یابد.

## طرز تهیه آلکن‌ها
آلکن‌های دارای دو تا چهار کربن را می‌توان به‌صورت خالص از نفت خام تهیه نمود. اما برای تهیه آلکن‌های پیچیده‌تر بایستی از روش‌های دیگری که در ادامه آورده شده، استفاده کرد. به‌طورکلی برای تشکیل پیوند دوگانهC=C می‌توان از واکنشی‌های حذفی E1 و E2 استفاده نمود. این دست از واکنش‌های حذفی شامل حذف اتم‌ها یا گروه‌هایی از دو اتم کربن مجاور است.

## تجزیه و شناسایی
هیدروکربنهای آروماتیک با زنجیرهای جانبی اشباع شده، با آزمون با آزمون ناتوانی در بی‌رنگ کردن برم در کربن تتراکلرید (بدون آزاد شدن هیدروژن برومید) و با آزمودن ناتوانی در بی‌رنگ کردن محلول سرد، رقیق و خنثای پرمنگنات از آلکنها باز شناخته می‌شوند. (اکسایش زنجیرهای جانبی به شرایط سخت تری نیاز دارد)
وجه تمایز آن‌ها با آلکنها سولفون دار شدن و بنا بر این حل شدن آسان آن‌ها در اسید سولفوریک دودکنندهٔ سرد است.
با آزمودن حل نشدن فوری در سولفوریک اسید سرد غلیظ، از الکلها و سایر ترکیب‌های اکسیژن دار باز شناخته می‌شوند و با نا توانی دردادن پاسخ مثبت به آزمون کرومیک انیدرید از از الکلهای نوع اول و نوع دوم تشخیص داده می‌شوند.
آلکیل بنزن‌ها در آکنش با کلروفرم و آلومینیوم کلرید رنگ نارنجی تا قرمز می‌دهند. این رنگها ناشی از کاتیونهای تری آریل متیل است که احتمالاً در اثر یک واکنش فریدل - کرافتس و به دنبال آن انتقال یون هیدرید به وجود می‌آیند.

## آب‌گیری از الکل‌ها
یکی از بهترین روش‌های تهیه آلکن‌ها، آب‌گیری از الکل‌هاست. واکنش آب‌گیری از الکل در حضور کاتالیزورهای اسیدی معمولاً برگشت‌پذیر بوده و سرعت کمتری دارد. سهولت آب‌گیری از الکل‌ها به نوع کربوکاتیون ایجاد شده در طی واکنش بستگی دارد. هرچه کربوکاتیون حاصل پایدارتر باشد، راحت‌تر تولید می‌گردد.

## هیدروهالوژن‌زدایی از آلکیل‌هالیدها
هیدروهالوژن‌زدایی واکنشی است که طی آن از یک مولکول آلکیلهالید یک مولکول HX، هالید هیدروژن (یک اتم هیدروژن از یک کربن و یک اتم هالوژن از کربن مجاور) حذف می‌شود. این واکنش بسته به ساختمان و شرایط محلول می‌تواند از طریق دو مکانیسم متفاوت E2 و E1 انجام بگیرد که در فصل۴ مورد بحث قرار گرفتند. به‌دلیل نیاز به باز قوی، واکنش هیدروهالوژن‌زدایی عمدتاً در محلول NaOH الکلی انجام می‌شود. اگر امکان حذف دو نوع هیدروژن از کربن‌ها وجود داشته باشد، شانس تشکیل دو نوع آلکن وجود خواهد داشت و آلکن با پایداری بیشتر، محصول اصلی خواهد بود. درصورتی‌که در واکنش هیدروهالوژن‌زدایی از بازهای حجیم استفاده کنیم، هیدروژن با ممانعت فضایی کمتر حذف خواهد شد.

## هالوژن‌زدایی از ترکیب‌های دی‌هالوژنه مجاور
[null اگر دو اتم هالوژن روی یک اتم کربن قرار گرفته باشند، ماده را دی‌هالوژنهٔ دوقلو (geminal) می‌نامند و اگر دو هالوژن روی دو اتم کربن مجاور قرار گرفته باشند، vicinal خوانده می‌شود. از واکنش مشتقات-α دی‌برومو با پودر روی در اسید استیک و طی یک واکنش هالوژن‌زدایی، آلکن مرتبط تولید می‌شود. در این واکنش هنگام تشکیل آلکن، هر دو اتم برم آزاد می‌شود. روی در اسید استیک نقش] احیاکننده دارد؛ روی اکسید شده و الکیل‌هالید احیا می‌شود.

## واکنش‌های آلکن‌ها
اگر بخواهیم واکنش‌های شیمیایی آلکن‌ها را پیش‌بینی نماییم، لازم است ابتدا فعالیت پیوند π در آلکن‌ها را مورد مطالعه قرار دهیم و تأثیر پیوند دوگانه روی گروه‌های آلکیل مجاور و برعکس را خوب بدانیم. با مطالعه واکنش‌های اختصاصی پیوند دوگانه، قادر خواهیم بود واکنش‌های اختصاصی بسیاری از آلکن‌ها و واکنشگرهای دیگر را پیش‌بینی نماییم. همان‌طور که قبلاً نیز بیان شد، پیوند دوگانه شامل ابری از الکترون‌های π در بالا و پایین صفحهٔ اتم‌هاست. این الکترون‌ها کمتر از الکترون‌های σ در نگهداشتن هسته‌های کربن در کنار یکدیگر دخالت دارند. در نتیجه خود این الکترون‌ها نیز به‌صورت ضعیف‌تری به مولکول مربوط‌اند و به آسانی در دسترس واکنشگری که کمبود الکترون دارد قرار می‌گیرند. آلکن‌ها نیز به‌دلیل دارا بودن پیوند نسبتاً ضعیف π تمایل زیادی برای شرکت در واکنش‌های افزایشی دارند که از نظر میزان انرژی مطلوب بوده و گرمازا هستند. در این واکنش‌ها یک پیوند π در آلکن و یک پیوند σ در الکترون‌دوست شکسته شده و دو پیوند σ در محصول نهایی که یک آلکان خواهد بود، تشکیل می‌شود.
لذا مولکول‌های مختلف مانند هالوژن‌ها، اسیدهای هالوژنه، هیپوهالواسیدها، اسیدسولفوریک و آب می‌توانند به پیوند دوگانه اضافه شده محصولات اشباع‌شده تولید کنند.
به‌طورکلی دو نوع واکنش روی آلکن‌ها انجام‌پذیر است. دسته اول آنهایی هستند که روی پیوند π انجام می‌گیرند، لذا پیوند π از بین می‌رود و پیوندهای جدید تشکیل می‌گردد. واکنش‌های دسته دوم، واکنش‌هایی هستند که در محل‌های دیگری که ارتباط خاصی با پیوند دوگانه دارند اتفاق می‌افتند. مثل گروه‌های آلکیل یا عوامل دیگری که به کربن‌های sp2 متصل هستند.

### افزایش هیدروژن
واکنش گاز هیدروژن با هیدروکربن‌های غیراشباع در حضور کاتالیزورهای نیکل، پلاتین و پالادیم (این فلزات در حلال‌های آلی نامحلول هستند و از این جهت به کاتالیزورهای ناهمگن معروفند) را هیدروژن‌دار کردن می‌نامند. آلکن‌ها به‌علت داشتن یک پیوند دوگانه از پایداری کمی برخوردارند و با یک مولکول هیدروژن طی یک مرحله واکنش می‌دهند و به آلکان تبدیل می‌شوند. این واکنش بدون حضور کاتالیزور با سرعت بسیار کمی انجام می‌شود. حضور کاتالیزور موجب پایین آمدن انرژی فعال‌سازی واکنش و افزایش سرعت واکنش می‌شود. واکنش هیدروژن‌دار شدن در سطح ذرات کاتالیزور انجام می‌شود. کاتالیزور بستری آماده می‌کند که هیدروژن‌ها روی آن قرار گرفته و آلکن روی این بستر با هیدروژن‌ها پیوند ایجاد می‌کند و لذا محصول سیس تولید می‌شود.

### افزایش هالوژن‌ها
محصول افزایش‌هالوژن‌ها به آلکن، دی‌هالیدهای مجاور است که در آن اتم‌های هالوژن روی دو کربن مجاور هم قرار می‌گیرند. مولکولBr2 به‌راحتی روی پیوند دوگانه معمولی اضافه شده و تولید ترکیب اشباع دی‌برمه می‌کند. در عمل به آلکن، محلول برم درCCl4 اضافه می‌شود. این محلول قرمز رنگ بوده و پس از افزایش برم روی پیوند دوگانه محلول بی‌رنگ می‌شود. در مورد ترکیب‌های ناشناخته از این واکنش می‌توان به‌عنوان یک واکنش شناساگر پیوند دوگانه استفاده کرد. افزایش برم بر روی پیوند دوگانه به‌صورت آنتی (ضد) بوده و در مکانیسم واکنش حدواسط یون برومونیوم پیشنهاد می‌شود (افزایش الکترون‌دوستی دومرحله‌ای).

### افزایش هیدروژن‌هالید
هیدروژن‌هالیدها (HCl, HBr, HI) به‌راحتی بر روی پیوند دوگانه C=C اضافه شده، آلکن را به آلکیل‌هالید مرتبط تبدیل می‌کنند. این واکنش‌ها معمولاً با عبور گاز هیدروژن‌هالید از درون محلول آلکن انجام می‌شود. مکانیسم واکنش را می‌توان شامل دو مرحله دانست. مرحله اول افزایش پروتون اسید به‌عنوان جزء الکترون‌دوست و تشکیل کربوکاتیون و مرحله دوم افزایش هسته‌دوستی باز مزدوج اسید و تشکیل آلکیل‌هالید است. مرحله اول کندتر بوده و مرحله تعیین‌کننده سرعت خواهد بود. به عنوان مثال اگر از مولکول پروپن شروع کنیم، احتمال تشکیل دو محصول وجود دارد ولی فقط یکی از آن‌ها تولید می‌شود. تشکیل این محصول را می‌توان با قاعده مارکونیکوف پیش‌بینی نمود. قاعده‌ای که در ارتباط با واکنش افزایشی آلکن‌های نامتقارن با واکنشگرهایی که مولکول ناجور هستهٔ HA دارند، توسط مارکونیکوف کشف شده و به‌صورت زیر بیان می‌شود:
«در واکنش‌های افزایشی ترکیب‌های ناجورهسته HA به آلکن‌های نامتقارن، همواره اتم هیدروژن به کربنی افزوده می‌شود که تعداد بیشتری از اتم‌های هیدروژن به آن متصل هستند.»
در سال ۱۹۹۳ خاراش و مایو در دانشگاه شیکاگو کشف کردند که جهت‌گیری افزایش هیدروژن‌برمید به پیوند دوگانه را می‌توان با افزودن پراکسید (ROOR) به محیط واکنش تغییر داد؛ یعنی درصورت وجود پراکسیدها، افزایش HBr دقیقاً عکس قاعده مارکونیکوف رخ خواهد داد (به‌صورت آنتی‌مارکونیکوف انجام می‌شود). این پدیده به اثر پراکسیدی مشهور است.
البته این واکنش فقط در مورد HBr صادق بوده و در مورد HXهای دیگر صادق نیست. در حضور پراکسید واکنش به‌صورت رادیکالی پیش می‌رود.

### افزایش آب در مجاورت اسید
آب در مجاورت اسیدها به آلکن‌های واکنش‌پذیر اضافه می‌شود و الکل تولید می‌کند. برای واکنش فوق معمولاً از اسیدهای معدنی (سولفوریک اسید) استفاده می‌شود و افزایش به پیوند دوگانه مطابق قاعده مارکونیکوف انجام می‌گیرد. واکنش آب‌دهی به آلکن‌ها، عکس واکنش آب‌گیری از الکل‌ها است و در چند مرحله رخ می‌دهد، مرحله اول آهسته و مشکل است. در این مرحله یک واکنشگر اسیدی به پیوند دوگانه اضافه شده و یک کربوکاتیون ایجاد می‌کند. سپس در مرحلهٔ بعد مولکول آب به کربوکاتیون حمله می‌کند و یون آلکیل‌اُکسونیوم را که بسیار ناپایدار است، تشکیل می‌دهد. در نهایت یون آلکیل‌اکسونیوم به‌سرعت یک هیدروژن خود را از دست می‌دهد و الکل به‌عنوان محصول نهایی ایجاد خواهد شد. نوع دیگر واکنش آب با آلکن‌ها زمانی است که از هالوژن‌ها (X2) استفاده شود. افزایش هالوژن به آب منجبر به ایجاد هیپوهالواسید (HOX) خواهد شد. افزایش هالوژن و آب به پیوند دوگانه بر طبق قاعده مارکونیکوف اضافه می‌شود؛ بدین ترتیب که OH که بر روی کربنی که کمترین هیدروژن را دارا می‌باشد اضافه می‌گردد. در این دست واکنش‌ها، همانند واکنش هالوژن‌ها با پیوند دوگانه، ابتدا هالوژن تشکیل یون هالونیوم (به صورت پل بین دو کربن حاوی پیوند دوگانه) می‌دهد.

### اکسی جیوه‌دار شدن– جیوه‌زدایی
روش دیگر افزایش آب به آلکن‌ها، واکنش اکسی‌جیوه‌دار شدن– جیوه‌زدایی است. آلکن‌ها در مجاورت آب با جیوه‌استات ترکیب شده و ترکیب‌های هیدروکسی‌جیوه‌داری که در اثر کاهش به الکل تبدیل می‌شوند، به دست می‌دهند. این واکنش را به نوعی افزایش –OH و –HgOAC به پیوند دوگانه نیز می‌توان تصور کرد. در جیوه‌زدایی کاهشی، جای گروه –HgOAC را –H می‌گیرد. نتیجه نهایی این واکنش‌هایی پیاپی، افزایش آب به آلکن است. فرایند دومرحله‌ای فوق، سریع و ساده است و در شرایط ملایم با بازده بالا (۹۰٪) انجام می‌شود. ترکیب جیوه‌دار حدواسط استخراج نمی‌شود بلکه در محیط واکنش، به‌وسیله سدیم‌بوروهیدرید NaBH4 کاهیده می‌شود. اکسی‌جیوه‌دار شدن–جیوه‌زدایی، جهت‌گزینی بالایی دارد و الکل‌های مشابه با افزایش مارکونیکوفی آب به پیوند دوگانه به‌دست می‌دهد.

### هیدروبوردار شدن
آلکن‌ها در مجاورت واکنشگر دی‌بوران (B2H6) هیدروبوردار شده و آلکیل‌بوران‌ها (R3B) را به‌وجود می‌آورند. این ترکیب‌ها خود در اثر اکسایش به الکل تبدیل می‌شوند. بوران (BH3) بدون فعال‌سازی کاتالیزوری به پیوند دوگانه افزوده می‌شود. چون پیوند π غنی از الکترون است و بوران (که خود به‌صورت دیمر B2H6 وجود دارد اما در حلالی مانند تتراهیدروفوران، THF، به‌صورت منومر با حلال کمپلکس می‌دهد) دارای کمبود الکترون است یک کمپلکس اسید–باز لوئیس ایجاد می‌شود. شیمی فضایی افزایش، سین است. افزایش بوران به پیوند دوگانه، به‌صورت آنتی‌ماکونیکوف انجام می‌شود. افزایش BH3 به پیوند دوگانه به صورتی است که هیدروژن به یکی از اتم‌های کربن پیوند دوگانه و بور به کربن دیگر (با ممانعت کمتر) متصل می‌گردد.

### اکسایش پیوند دوگانه
برخی از واکنشگرهای اکسیدکننده، آلکن‌ها را به دی‌اُل‌های ۱٬۲ یا دی‌هیدروکسی الکل‌ها که شامل دو گروه –OH بر روی کربن‌های مجاور هستند، تبدیل می‌کنند (آنها همچنین با نام گلیکول شناخته می‌شوند). واکنش شامل افزایش دو گروه هیدروکسی بر روی پیوند دوگانه است. از میان بسیاری واکنشگرهای اکسیدکننده که باعث هیدروکسیل‌دار شدن می‌شوند، دو واکنشگر که به‌طور معمول مورد استفاده قرار می‌گیرند عبارتند از: الف-پتاسیم پرمنگنات (KMnO4) سرد و قلیائی، ب-پراکسی‌اسیدها مانند پراکسی‌فرمیک‌اسید(HCO2OH). پرمنگنات یک اکسیدکنندهٔ قوی است و شرایطی از قبیل قدرت اسیدی، قدرت بازی، دما و مقدار واکنشگر، برای اجتناب از اکسایش بیشتر باید کنترل شود. تا بتوانیم واکنش را تا مرحله خاصی از اکسایش جلو ببریم. در مورد استفاده از پرمنگنات مشکل اصلی انحلال‌پذیری است. باید پرمنگنات محلول در آب را در تماس با سوبسترایی که اغلب در آب حل نمی‌شود قرار داد. بسیاری از حلال‌ها از جمله الکل‌ها که معمولاً برای حل نمودن ترکیب‌های قطبی و غیرقطبی استفاده می‌شوند، به‌وسیلهٔ پرمنگنات اکسایش می‌یابند و قابل استفاده در این نوع واکنش‌ها نیستند. در سال‌های اخیر این مسئله تا حدودی با استفاده از کاتالیزورهای انتقال فاز حل شده است. یون‌های چهارتایی آمونیم می‌توانند یون‌های پرمنگنات را از لایه آبی به لایة غیرآبی (مثلاً بنزن یا دی‌کلرومتان)، یعنی جایی که سوبسترا در انتظار است متصل نمایند. اترهای تاجی می‌توانند با یون‌های پتاسیم تشکیل کمپلکس داده و از همین‌رو KMnO4 جامد را قابل حل در بنزن نمایند. در نتیجه بنزن‌ارغوانی یک عامل اکسیدکنندهٔ عالی به‌شمار می‌آید. هیدروکسیل‌دار شدن با پرمنگنات با به‌هم زدن آلکن و محلول آبی پرمنگنات در دمای اتاق انجام می‌گیرد و حتی محلول خنثی نیز مقداری OH- در واکنش ایجاد می‌نماید و لیکن بهتر است مقداری باز اضافه شود. باید از گرما کردن و افزودن اسید اجتناب نمود زیرا این شرایط شدیدتر باعث اکسایش بیشتر دی‌اُل از طریق شکستن پیوند دوگانه می‌شود. در صورتی‌که واکنش با پرمنگنات‌پتاسیم گرم و غلیظ انجام شود دی‌اسید یا دی‌کتون یا اسید و کتون تولید می‌کند.

### واکنش اوزونولیز
واکنشگر کلاسیک برای گسستن پیوند دوگانه، ازون است. گاز ازون از مخلوطی از آلکن در یک حلال خنثی، مانند کربن تتراکلرید عبور داده می‌شود. ازون‌کافت طی دو مرحله رخ می‌دهد، در مرحله اول آلکن‌ها با ازون (O3) واکنش داده و تولید پراکسید حلقوی به نام اوزونید می‌نمایند. با تبخیر حلال، اوزونید به‌صورت روغنی ویسکوز باقی می‌ماند. اوزونید ماده منفجر شونده‌ای می‌باشد و لذا جدا نمی‌شود. اوزونید در مرحله دوم توسط فلز و آب یا دی‌متیل‌سولفید (CH3)2S تخریب شده و پیوندهای C=O را تولید می‌کند. این ترکیب‌ها می‌توانند آلدهید یا کتون باشند.

### اکسایش با پراکسی اسیدها
پراکسی اسیدها، ترکیب‌هایی هستند که پیوندهایRCO2-OH را دارا می‌باشند. گروه OH در پراکسی‌کربوکسیلیک‌اسیدها، الکتروفیلی است. این ترکیب‌ها با افزایش به پیوند دوگانه و ایجاد اکساسیکلوپروپان‌ها، با آلکن‌ها وارد واکنش می‌شوند. محصول دیگر این واکنش یک کربوکسیلیک اسید است.